# Doug Lewis
Douglas Grey Lewis detto Doug (Middlebury, 18 gennaio 1964) è un ex sciatore alpino statunitense.

## Biografia

### Carriera sciistica
Specialista delle prove veloci originario di Waitsfield, esordì in Coppa del Mondo nel 1981; ai XIV Giochi olimpici invernali di Sarajevo 1984, sua prima presenza olimpica, si classificò 24º nella discesa libera vinta dal connazionale Bill Johnson sulle nevi di Bjelašnica e l'11 marzo dello stesso anno ottenne il primo piazzamento in Coppa del Mondo, a Whistler nella medesima specialità (8º). L'anno dopo ai Mondiali di Bormio 1985 vinse la medaglia di bronzo nella discesa libera disputata sulla pista Stelvio di Bormio grazie al tempo di 2:06,82, concludendo per pochi centesimi la gara alle spalle degli svizzeri Pirmin Zurbriggen (2:06,68) e Peter Müller (2:06,79): divenne così il primo sciatore statunitense a conquistare una medaglia iridata.
Il 16 agosto 1985 a Las Leñas ottenne sempre in discesa libera l'unico podio in Coppa del Mondo arrivando 2º nella gara d'apertura della stagione 1985-1986; l'anno dopo ai Mondiali di Crans-Montana 1987, sua ultima presenza iridata, ottenne il 29º posto nella discesa libera e il 17º nella combinata. Ottenne l'ultimo piazzamento in Coppa del Mondo il 7 marzo 1987 ad Aspen in discesa libera (9º) e ai XV Giochi olimpici invernali di Calgary 1988, sua ultima presenza olimpica, si classificò 32º nella discesa libera; terminò la carriera agonistica al termine di quella stagione 1987-1988.

### Altre attività
Dopo il ritiro è diventato commentatore sportivo per diverse reti televisive statunitensi.

## Palmarès

### Mondiali
- 1 medaglia:
  - 1 bronzo (discesa libera a Bormio 1985)

### Coppa del Mondo
- Miglior piazzamento in classifica generale: 39º nel 1986
- 1 podio:
  - 1 secondo posto

### Campionati statunitensi
- 3 medaglie (dati parziali):
  - 2 ori (discesa libera[1] nel 1986; discesa libera[4] nel 1987)
  - 1 argento (supergigante[4] nel 1987)